# Miklabraut
 Miklabraut  rute 49 er en seks og fire sporet gade i Reykjavík, der løber langs Seltjarnarnes fra øst til vest.
Vejens østlige ende starter i krydset Reykjanesbraut/Sæbraut hvor den skifter navn fra Miklabraut til Vesturlandsvegur.
Den vestlige ende ligger i Snorrabraut hvor vejen skifter navn til Hringbraut vest for krydset.
Vejen er en af de største hovedfærdselsåre i Höfuðborgarsvæðið (Stor-Reykjavik) og forbinder boligområderne i den østlige del, med erhvervsområdet i den vestlige del af byen.
- Keflavik  Reykjavik  Hlemmur
- Kringlumyrarbraut rute 40
- Kringla
- Håaleitisbraut
- Grensösvegur
- Forssvogur
- Keflavik  Reykjavik C, Sumdahöfn rute 41